# Chenliu
Chenliu est une ville chinoise située dans la province de Henan, au sud-est de Kaifeng. Son agglomération compte 57 652 habitants.

## Histoire
Ce fut un site important lors de la dynastie Han et la période des Trois Royaumes alors que Cao Cao s'y réfugia en l'an 189. Faisant de ces lieux son centre de commandement, il recruta de nombreux soldats pour combattre le tyranesque Dong Zhuo.
Chenliu avait également le statut de district dans l'ancienne province de Yan.